# Кансу II
Кансу II (*23 серпня 1138 або 8 жовтня 1150 —18 серпня 1211) — 7-й володар Паганського царства у 1174—1211 роках. Відомий також як Сітху II.

## Життєпис
Другий син принца Наратху. Народився 1138 або 1150 року в м. Паган, отримавши ім'я Нарапатісітху. 1167 року його батько захопив трон, але вже 1171 року загинув внаслідок замаху. Влада перейшла до старшого брата — Наратхейнкху. Останній призначив Нарапатісітху спадкоємцем та командувачем військами.
1174 року за наказом брата-володаря рушив на придушення повстання гірських племен на півночі в Нгасаунг'яні (сучасний Юньнань). За цей час Наратхейнкха забрав в нього дружину Велувадді, в яку був давно закоханий, зробивши її старшою царицею. Про це довідався Нарапатісітху, що відправив одного з командирів — Аунг Цва, що на чолі із 80 вояків прибув до Пагана. Тут за невідомих обставин той вбив Наратхейнкху. В результаті Нарапатісітху під ім'ям Кансу II у квітні-травні було оголошено новим володарем Паганського царства. Він прийняв тронне ім'я Шрі Трібхуванадіт'я Паварадхаммараджа.
Новий володар зробив висновок з успішних замахів на своїх попередників, тому першим наказом заснував палацову гвардію, єдиним обов'язком якої було охороняти палацовий комплекс і володаря. Зацим скоріше дипломатією, аніж оружно приборкав заворушення у підвладних областях, зокрема переконав нащадка
правителів монів Мануху не починати повстання. Тому доволі швидко навів лад у державі.
Зосередив увагу на розвитку господарства та торгівлі, приділяючи розбудові міст північної частини Паганського царства. Він продовжив розвиток регіону К'яуксе, побудувавши тут велике водосховище, розширив зрошувані території, започаткувавши канали Му в сучасному районі Швебо. Його спроби розширити зрошення на південь до району Мінбу шляхом будівництва системи каналів неодноразово зазнавали невдачі, і від них довелося відмовитися. Завдяки зусиллям Кансу II держава стала ще більш політично і економічно міцним.
Активно підтримував спорудження різних храмів, пагод, фортець та укріплень. Фундував храми Гавдавпалін і Суламані в м. Паган, Мінмалаунг, Дхаммаязіка та Чаукпала, пагоди Зетавун в М'єї та Шве Індеїн в Н'янгшве в землях шанів. Продовжив зусилля своїх попередників, спрямовані на розвиток власно бірманських літератури й мистецтва, які за час його панування перевершили здобутки культур монів і п'ю. Бірманська писемність стала провідною, а у написах бірманською мовою вперше відкрито використовувався термін мранма (бірманці, м'янми).
Також заохочував подальші реформи бірманського буддизму. Зусиллями його старшого ченця Шина Уттараджіви більшість бірманських буддистських ченців приєдналися до школи Махавіхара, що відбулося у впровадженні єдиних норм богослужіння та систематизації організаційних принципів буддистської чернечої громади, спробі обмежити зростання її багатств та земельних володінь на користь царської влади. Кансу II створив перше бірманське звичаєве право, засноване на рішеннях свого діда Кансу I, використовував його як загальну систему права для Паганського царства.
У зовнішній політиці намагався зберігати мир. Втім його прибережні володіння страждали від піратських дій з боку флоту держави Полоннарува з Шрі-Ланки. Лише з середини 1180-х років було встановлено дружні відносини.
Помер 1211 року. Йому спадкував син Хтіломінло.